# Amelia Lyons
Amelia Cristina Eugenia Lyons Orillac de Alfaro (Ciudad de Panamá, 15 de diciembre de 1883-Ciudad de Panamá, 27 de noviembre de 1973) fue una artista plástica panameña que fue primera dama de Panamá desde el 16 de enero de 1931 hasta el 5 de junio de 1932; al ser esposa de Ricardo J. Alfaro, decimocuarto presidente de Panamá. Fue parte de la primera generación de pintoras femeninas de la nueva República que surgieron de la Escuela de Pintura de Panamá, siendo reconocida como una de las mejores alumnas del pintor Roberto Lewis. Sin embargo, su producción artística quedó relegada al ámbito privado.

## Primeros años
Fue hija de Emmanuel Lyons Burdett, mercader británico en Jamaica y de la panameña María Catalina Honorina Orillac Jované, quienes fallecieron cuando Amelia era niña. Posteriormente fue criada por su tío Frank Lyons en Londres donde recibió una educación rigurosa en la que se incluyeron estudios musicales, dibujo, pintura e Historia del Arte. En 1903 regresó al país y el 28 de octubre de 1905 fue desposada con Ricardo J. Alfaro en la Catedral Metropolitana de Panamá con quien tuvo 3 hijos y 2 hijas.

## Carrera
Entre 1913 y 1919 realizó sus estudios académicos en la Escuela de Pintura de Panamá bajo el tutelaje del artista panameño Roberto Lewis donde aprendió a realizar retratos y paisajes. Fue reconocida como una de las mejores alumnas del artista en su tiempo. Trabajó la figura humana al óleo retratando a familiares y conocidos. Una de sus obras más recordadas de ese período Cuadra de la Calle I, se realizó tras invitar a posar a un zapatero italiano, que fue un suceso memorable. De los retratos más destacados que realizó, se hallan los de su sobrina Rebeca Alfaro en su niñez y juventud en los que se aprecia el manejo de las expresiones y las pinceladas sueltas en la ropa.
Mientras estaban de vacaciones familiares en Estados Unidos, Amelia estudió con el pintor italoestadounidense Nunzio Vayana entre 1929 y 1930 con el que produjo paisajes marinos. En este tiempo, se apreciaba una técnica más evolucionada y de bastante colorido. Años posteriores y tras otros viajes al país, se dedicó a pintar paisajes de las montañas de Carolina del Norte. Pero siguió pintando para uso privado. 
Tras ser elegido su esposo como presidente de la República entre 1931 y 1932, asumió el cargo de primera dama, en el que participó en actividades de índole social.  El 25 de mayo de 1931, siendo primera dama fundó la Cruz Roja de Colón, segundo capítulo o comité de la Cruz Roja Panameña. Fue presidenta honoraria de la Cruz Roja Nacional de Panamá, destacando su participación como integrante del grupo "Círculo de la Bondad" desde el inicio de la creación de la Cruz Roja Nacional de Panamá y también fundó la primera casa cuna y los comedores escolares de la institución.
En 2005 se realizó el té-exposición Cien años de Primeras Damas organizado por el Foro de Mujeres en Partidos Políticos donde efectos personales de 25 primeras damas de la República, estuvieron en acceso público, incluyendo sus pertenencias. Mediante dicha exposición se buscó homenajear la labor de las mujeres que estando en el cargo realizaron varias labores sociales. Un retrato de Rebeca Alfaro que realizó forma parte de la colección permanente del Museo de Arte Contemporáneo de Panamá.